# 吳敏濟
吳敏濟（1956年7月6日—），中華民國政治人物，民主進步黨籍。於2010年11月27日臺中市市議員選舉中當選首屆直轄市議員。
2022年原被外界看好連任，卻在各黨激烈的派系鬥爭下以及與同黨市長候選人蔡其昌切割以些微票數成為落選頭。

## 重要政績
- 創辦耕德盃籃球錦標賽，規模達到全國性。[3]
- 促成大甲鎮與法國碧西市締盟。[4]
- 爭取全國首創的臺中市市區公車行駛國道，此條路線為台中市公車154路，又稱「大甲新幹線」。[5][6]
- 爭取臺中市大甲區溪北地區行駛國道的公車，也是海線第一條無障礙市區公車，此條路線為台中市公車659路，又稱「幼獅新幹線」。[7]
- 爭取臺中市大安區行駛國道的台中市公車658路，也稱「大安新幹線」，讓遊客更方便來到大安濱海樂園以及參加大安沙雕音樂季。[8]
- 爭取臺中市第一條甲安埔生活圈區域型偏鄉公車台中市公車95副，94年來首次有公車行駛外埔廓子及土城兩里。[9]
- 爭取臺中市第二條甲安埔生活圈區域型偏鄉公車，也是第一條繞行大安溪北及溪南的台中市公車668路。[10]
- 爭取臺中市第三條甲安埔生活圈區域型偏鄉公車，行駛大安南埔至大甲體育場的台中市公車699路。[11]
- 爭取外埔區河川道整修。[12]

## 選舉紀錄
| 年度 | 選舉屆數               | 選舉區                                     | 所屬政黨   | 得票數 | 得票率 | 當選標記   | 備註 |
| ---- | ---------------------- | ------------------------------------------ | ---------- | ------ | ------ | ---------- | ---- |
| 1998 | 第十四屆臺中縣議員選舉 | 臺中縣第四選舉區（大甲鎮、大安鄉、外埔鄉） | 中國國民黨 | 5,042  | 8.64%  |            |      |
| 2002 | 第十五屆臺中縣議員選舉 | 臺中縣第四選舉區（大甲鎮、大安鄉、外埔鄉） | 無黨籍     | 4,982  | 8.73%  |            |      |
| 2005 | 第十六屆臺中縣議員選舉 | 臺中縣第四選舉區（大甲鎮、大安鄉、外埔鄉） | 無黨籍     | 7,660  | 11.88% |            |      |
| 2010 | 第一屆臺中市議員選舉   | 臺中市第一選舉區（大甲區、大安區、外埔區） | 民主進步黨 | 11,892 | 15.57% |            |      |
| 2014 | 第二屆臺中市議員選舉   | 臺中市第一選舉區（大甲區、大安區、外埔區） | 民主進步黨 | 22,165 | 7.19%  |            |      |
| 2018 | 第三屆臺中市議員選舉   | 臺中市第一選舉區（大甲區、大安區、外埔區） | 民主進步黨 | 18,885 | 26.37% | 選區最高票 |      |
| 2022 | 第四屆臺中市議員選舉   | 臺中市第一選舉區（大甲區、大安區、外埔區） | 民主進步黨 | 12,144 | 18.57% |            |      |

## 資料來源
1. ↑  蘇金鳳. . 自由時報. 2024-02-02  [2024-03-08]. （原始内容存档于2024-03-08） （中文（臺灣））.
2. ↑  .   [2013-08-09]. （原始内容存档于2014-01-05）.
3. ↑  .   [2020-04-11]. （原始内容存档于2020-04-11）.
4. ↑  .   [2020-04-11]. （原始内容存档于2020-04-11）.
5. ↑  .   [2020-10-03]. （原始内容存档于2020-05-04）.
6. ↑  . 中時新聞網.   [2022-01-26]. （原始内容存档于2014-02-02）.
7. ↑  .   [2020-05-27]. （原始内容存档于2018-12-03）.
8. ↑  .   [2020-07-27]. （原始内容存档于2020-07-27）.
9. ↑  .   [2020-09-12]. （原始内容存档于2018-12-14）.
10. ↑  .   [2020-08-19]. （原始内容存档于2019-07-22）.
11. ↑  .   [2020-09-12]. （原始内容存档于2019-10-04）.
12. ↑  .   [2014-01-21]. （原始内容存档于2014-02-02）.

## 外部連結
- 臺中市政府（页面存档备份，存于）
- 臺中市議會（页面存档备份，存于）
- 吳敏濟的Facebook專頁
- 吳敏濟的Instagram帳戶
- YouTube上的吳敏濟頻道